# Kunming Wujiaba International Airport

i7
i11
i13
Der Flughafen Kunming-Wujiaba (chinesisch 昆明巫家坝国际机场, Pinyin Kūnmíng Wūjiābà Guójì Jīchǎng, englisch Kunming Wujiaba International Airport, IATA-Code: KMG, ICAO-Code: ZPPP) war der Verkehrsflughafen der chinesischen Provinzhauptstadt Kunming (im Stadtbezirk Chenggong) in der Provinz Yunnan. Der Flughafen wurde 1923 eröffnet und 2012 geschlossen. Er galt als einer der ältesten Flughäfen Chinas. Er war nach Passagieraufkommen der achtgrößte Flughafen Chinas und beheimatete die operative Basis der Kunming Airlines.
Im Zweiten Weltkrieg wurde der Flughafen Wujiaba als Basis der American Volunteer Group (auch Flying Tigers genannt) im Kampf gegen japanische Luftstreitkräfte genutzt.
Am 28. Juni 2012 wurde der Flughafen endgültig geschlossen. Im November 2013  standen noch sämtliche Gebäude und die Pisten. Die Hauptpiste soll als neue städtebauliche Achse bis zum Ufer des Sees geführt werden. Bei einer Besichtigung schlugen die Berater der Stadt Zürich zu Handen des Stadtplanungsteams von Kunming die denkmalpflegerische Integration der aus verschiedenen Zeiten ab dem Ende des Zweiten Weltkriegs stammenden alten Kontrollgebäude vor. Das riesige Empfangsgebäude, das erst nach 2000 errichtet worden ist,  soll dagegen endgültig abgebrochen werden.

## Zwischenfälle
- Am 14. März 1942 stürzte eine Douglas DC-2-221 der China National Aviation Corporation (CNAC) (Luftfahrzeugkennzeichen 31) Startflugplatz Kunming entfernt ab. Als Ursachen wurden Überladung, der Start von einer nassen, weichen Startbahn und mögliche Triebwerksprobleme ermittelt. Von den 17 Insassen kamen 13 ums Leben, alle 3 US-amerikanische Besatzungsmitglieder und 10 der 14 Passagiere.[2]

- Am 16. September 1943 verunglückte eine Curtiss C-46A-15-CU Commando der United States Army Air Forces (USAAF) (41-12418) aus unbekannten Gründen im Anflug auf den Flugplatz Kunming Wujiaba. Die Maschine kam vom Flugplatz Dibrugarh-Mohanbari (Indien). Alle 3 Besatzungsmitglieder kamen ums Leben.[3]

- Am 3. Oktober 1943 explodierte eine Curtiss C-46A-15-CU Commando der United States Army Air Forces (USAAF) (41-12422) kurz nach ihrem Start vom Flugplatz Kunming Wujiaba noch im Anfangssteigflug. Die Maschine stürzte auf ein Feld 6,5 km nordöstlich des Flughafens. Alle 6 Besatzungsmitglieder kamen ums Leben.[4]

- Am 2. November 1943 verunglückte eine Curtiss C-46A-20-CU Commando der United States Army Air Forces (USAAF) (41-24666) zwischen der Chabua Air Force Station (Assam, Indien) und dem Flughafen Kunming Wujiaba. Das Flugzeug wurde irreparabel beschädigt. Alle vier Besatzungsmitglieder überlebten den Unfall.[5]

- Am 16. November 1943 ging in einer Curtiss C-46A-5-CU Commando der United States Army Air Forces (USAAF) (41-12327) der Treibstoff aus. Die von der Chabua Air Force Station (Assam, Indien) gestartete Maschine stürzte 208 Kilometer östlich vom Flughafen Kunming Wujiaba ab, nachdem alle vier Besatzungsmitglieder mit dem Fallschirm abgesprungen waren und den Unfall überlebten.[6]

- Am 18. November 1943 stürzte eine Curtiss C-46A-15-CU Commando der United States Army Air Forces (USAAF) (41-12417) östlich vom Flugplatz Kunming Wujiaba ab, nachdem die 3 Mann Besatzung abgesprungen waren. Aber auch diese überlebten den Unfall nicht.[7]

- Am 18. November 1943 verunglückte eine Curtiss C-46A-20-CU Commando der United States Army Air Forces (USAAF) (41-24663) unter unbekannten Umständen kurz nach dem Start vom Flugplatz Kunming Wujiaba. Beide Besatzungsmitglieder kamen ums Leben.[8]

- Am 30. Januar 1944 verunglückte eine Curtiss C-46A-15-CU Commando der United States Army Air Forces (USAAF) (41-12413) zwischen der Chabua Air Force Station (Assam, Indien) und dem Flughafen Kunming Wujiaba. Alle vier Besatzungsmitglieder überlebten den Unfall. Das Flugzeug wurde irreparabel beschädigt.[9]

- Am 25. Mai 1944 verschwand eine Curtiss C-46A-35-CU Commando der United States Army Air Forces (USAAF) (42-23600) auf dem Flug von der Misamari Air Base (Indien) zum Flughafen Kunming Wujiaba. Alle 4 Besatzungsmitglieder blieben vermisst.[10]

- Am 14. Juli 1944 kam es mit einer Curtiss C-46A-35-CU Commando der United States Army Air Forces (USAAF) (42-3601) im Bereich des Flugplatzes Kunming Wujiaba zu einem tödlichen Unfall. Alle 4 Besatzungsmitglieder kamen ums Leben. Das Flugzeug wurde zerstört. Nähere Einzelheiten sind derzeit nicht verfügbar.[11]

- Am 16. Juli 1944 verschwand eine Curtiss C-46A-25-CU Commando der United States Army Air Forces (USAAF) (41-24693) auf dem Flug vom Flugplatz Kunming Wujiaba zur Misamari Air Base (Indien). Alle 3 Besatzungsmitglieder blieben vermisst.[12]

- Am 25. August 1944 kam es mit einer Curtiss C-46A-35-CU Commando der United States Army Air Forces (USAAF) (42-3609) 7 Meilen (11 Kilometer) ostnordöstlich des Flugplatzes Kunming Wujiaba zu einer Bruchlandung. Dabei wurde mindestens ein Besatzungsmitglieder getötet. Das Flugzeug wurde zerstört.[13]

- Am 11. Februar 1945 kollidierte ein Transporter des Typs Consolidated C-109 Liberator Express der United States Army Air Forces (USAAF) (44-49025), der eine Ladung Benzin transportierte, mit einer Curtiss C-46A-40-CU Commando (42-107328) im Fluge über dem Flugplatz Kunming Wujiaba. Alle 8 Besatzungsmitglieder der C-109 sowie alle 7 Insassen der C-46 wurden getötet.[14]

- Am 26. Februar 1945 verunglückte eine Douglas DC-4/C-54B-1-DC der United States Army Air Forces (USAAF) (42-72403) bei der Landung auf dem Flugplatz Kunming. Über Personenschäden ist nichts bekannt. Das Flugzeug wurde irreparabel beschädigt.[15]

- Am 25. März 1945 sprang aus einer Curtiss C-46D-5-CU Commando der United States Army Air Forces (USAAF) (42-101045) 150 Kilometer südsüdwestlich von Lüliang (China) die Besatzung mit dem Fallschirm ab, nachdem der Treibstoff ausgegangen war. Das führerlose Flugzeug stürzte ab. Die Maschine war auf dem Weg zum Flughafen Kunming Wujiaba. Alle drei Besatzungsmitglieder überlebten den Unfall.[16]

- Am 4. Juli 1945 verschwand eine Douglas DC-4/C-54B-1-DC der United States Army Air Forces (USAAF) (42-72370) in der Nähe des Flugplatzes Kunming. Alle Insassen sind seither vermisst.[17]

- Am 1. Mai 1947 stürzte eine Curtiss C-46 Commando der (später taiwanischen) Luftstreitkräfte der Republik China (ROCAF 115) beim Start vom Flugplatz Kunming Wujiaba ab. Alle Besatzungsmitglieder wurden getötet. Die Gesamtzahl der Todesopfer war jedoch nicht bekannt, da keine Informationen über die Passagiere vorliegen. Das Flugzeug wurde zerstört.[18]

- Im September 1947 (genaues Datum unbekannt) kam eine Curtiss C-46 Commando der (später taiwanischen) Luftstreitkräfte der Republik China (Luftfahrzeugkennzeichen unbekannt) beim Start auf dem Flugplatz Kunming von der Startbahn ab und kollidierte mit einem Bunker. Einer der Piloten kam ums Leben.[19]

- Am 20. November 1952 konnte eine Curtiss C-46D Commando der chinesischen CAAC (B-213) beim Start auf dem Flugplatz Kunming aufgrund von Triebwerksproblemen nicht rechtzeitig abheben, so dass der Start abgebrochen wurde. In der Folge wurde das Flugzeug irreparabel beschädigt, als es auf ein Weizenfeld aufrollte, wodurch das Fahrwerk zusammenbrach. Alle 24 Insassen, Besatzungsmitglieder und Passagiere, überlebten den Unfall.[20]

## Der neue Flughafen Kunming
Weil beim jetzigen Flughafen kein Platz zur Expansion mehr ist, wurde östlich der Stadt ein neuer Flughafen gebaut, der am 28. Juni 2012 unter dem Namen Flughafen Kunming-Changshui (chinesisch 昆明长水国际机场, Pinyin Kūnmíng Chángshuǐ Guójì Jīchǎng; Englisch: Kunming Changshui International Airport) eröffnet wurde. Seit diesem Datum finden alle Flüge ab diesem neuen Flughafen statt. Der neue Flughafen wird der viertgrößte Flughafen Chinas (nach Peking, Shanghai-Pudong und Guangzhou ohne Hongkong) sein.

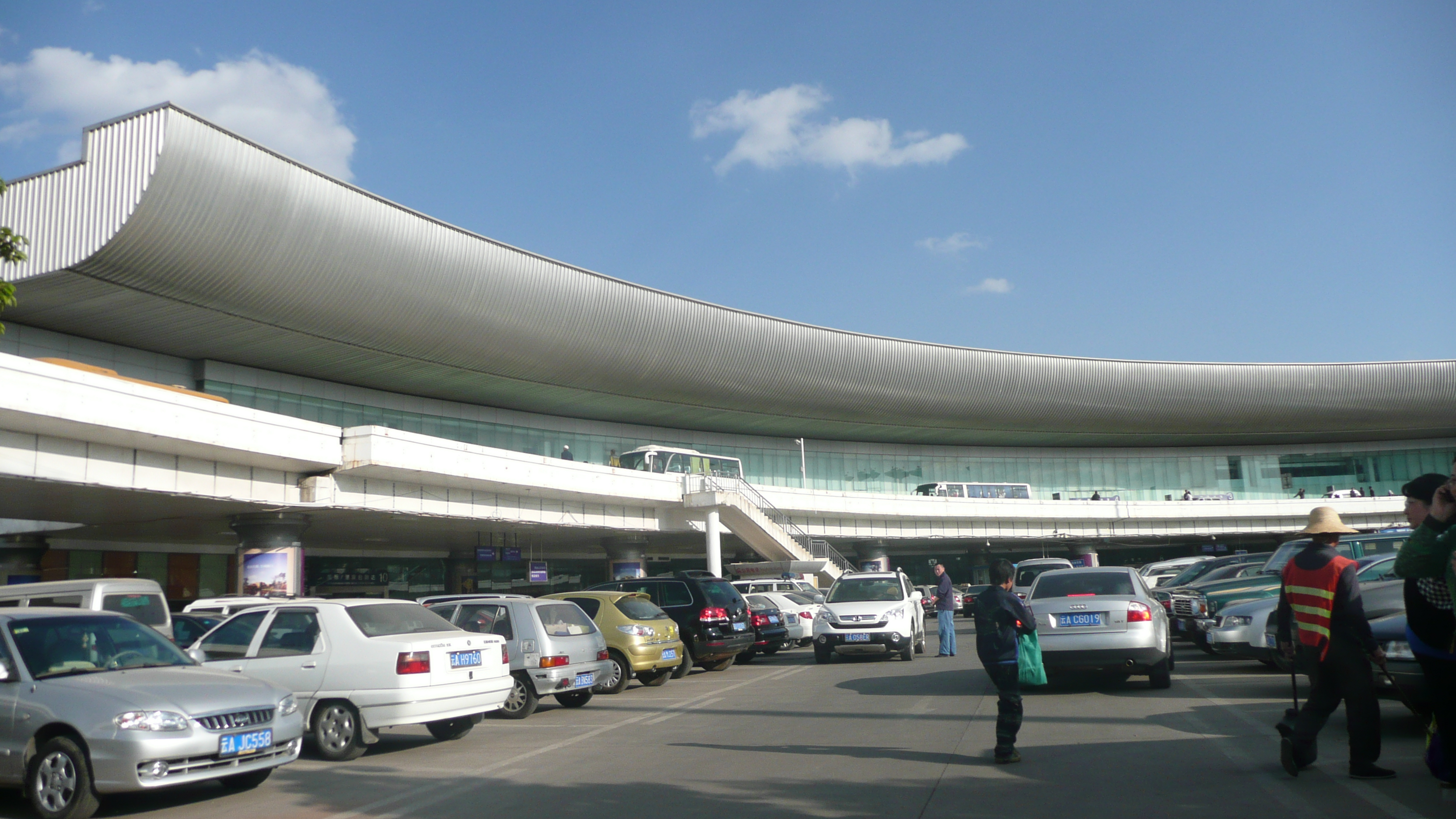
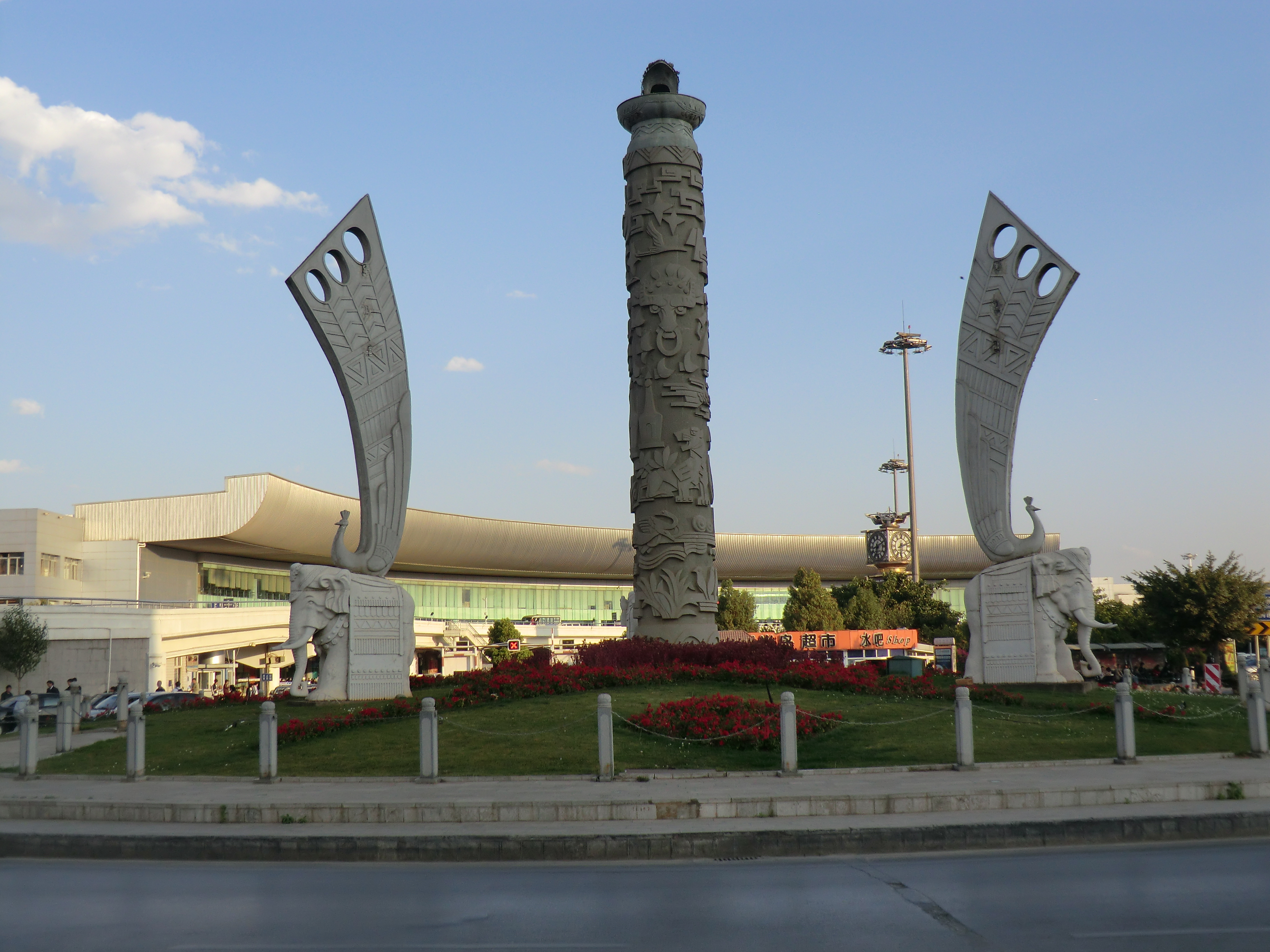
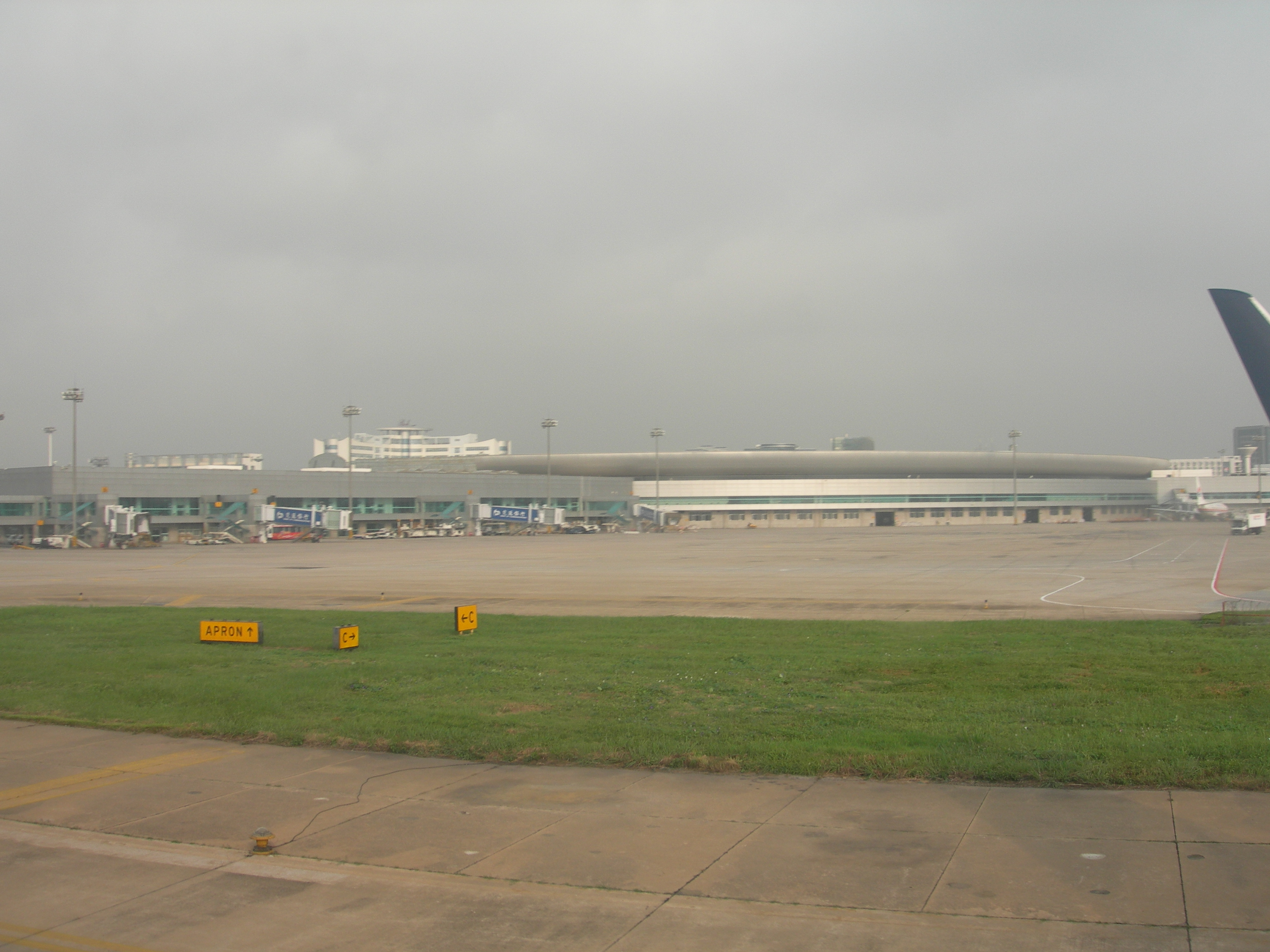